# Detention
Detention (кит. упр. 返校, пиньинь fǎn xiào, палл. фань сяо; буквально: «Возвращение в школу») — приключенческая компьютерная игра с элементами survival horror, разработанная и выпущенная тайваньской студией Red Candle Games в 2017 году. Действие игры происходит в 1960-х годах на острове Тайвань, в период Белого террора; сюжет также включает в себя фантастические элементы, основанные на тайваньской культуре и мифологии. Концепция игры принадлежит Яо Шунтину, одному из основателей студии. В феврале 2017 года, вскоре после выхода игры, также был опубликован основанный на игре роман, написанный писателем Лин Цзином.

## Игровой процесс
Detention представляет собой псевдотрёхмерный квест с видом сбоку и интерфейсом «укажи и щелкни»; игрок поочередно управляет двумя персонажами — незнакомыми друг с другом подростками. Герои оказались в заброшенной школе и пытаются ее покинуть. По школе бродят чудовища и привидения, но игровой персонаж не может сражаться с ними и должен избегать встреч, а если такая встреча неизбежна — задержать дыхание, чтобы разминуться с чудовищем незамеченным. В процессе игры игрок собирает различные предметы и записки, позволяющие пролить свет на предшествующие события и открыть новые, ранее недоступные области школы.

## Сюжет
Действие игры происходит на острове Тайвань в шестидесятые годы XX века, во времена гонений на инакомыслящих. Главные герои Вэй Чжунтин (кит. 魏仲廷) и Фан Жуйсинь (кит. 方芮欣, «Рэй» в английской версии игры) учатся в школе Цуйхуа (кит. 翠華中學), находящейся в удаленной гористой части острова. В начале игры Вэй засыпает в классе на уроке; в это время в класс заходит инспектор Бай (кит. 白教官), который расспрашивает учительницу Инь Цуйхань о некоем списке книг. Проснувшись, Вэй обнаруживает, что школа пуста — учеников эвакуировали из-за надвигающегося тайфуна. Во время своих поисков он приходит в актовый зал. Где находит спящую на стуле посредине сцены девушку — Рэй, которая является старостой класса мисс Инь, и следовательно старостой Вэя. Добравшись до моста, который является единственным выходом с территории школы, они обнаруживают, что мост разрушен из-за размыва реки. Сама же река стала неестественно красного цвета, цвета крови. Из-за разрушения моста, они не могут покинуть школу, и решают переждать шторм в классе. После разговора в классе, Вэй уходит искать телефон и оставляет Рэй одну.
После серии видений, Рэй просыпается в более кошмарной и тёмной версии школы, посередине актового зала. К её ужасу она обнаруживает рядом с собой подвешенное к потолку бездыханное тело Вэя. Далее игроку предстоит пройти серию головоломок, в ходе которых он будет находить различные записки и улики, из которых и будет понятна истинная история Рэй.
Рэй была выдающейся ученицей в школе Вэя и единственным ребенком в любящей семье. Но шло время, и из-за сложной и нервной работы, её отец стал алкоголиком и ожесточился. У него был ещё более тяжкий грех помимо алкоголизма — измена своей жене. Но и на этом беды семьи не закончились: отец, будучи государственным служащим, был нечист на руку, из-за чего был привлечён к уголовной ответственности за коррупцию. Всё это повлияло на  успеваемость дочери, и она была передана для разбирательства школьному психологу, господину Чжан Минхуэю (張明暉).
В конечном итоге Рэй и Чжан влюбляются. Свои отношения они держат в секрете, так как любовь между взрослым человеком и школьницей противоречит идеологии государства, и это не останется без последствий, даже если не было интимных моментов. Также Чжан занимается контрабандой книг для нелегального школьного литературного клуба. Главой этого клуба является Инь Цуйхань, которая узнав о тайной связи Чжана и его ученицы, советует ему срочно это прекратить, так как это может поставить под угрозу не только существование клуба, но и их жизни. Ведь если правительство узнает о клубе, то они могут попасть в тюрьму за распространение незаконной литературы. Чжан после разговора с Инь решает прекратить эти опасные отношения. Рэй узнает об разговоре и начинает винить Инь в их разрыве с Чжаном. Зная, что Инь состоит в запрещенном книжном клубе, она решает отомстить своей учительнице. В порыве гнева, Рэй удается получить список запрещённой литературы. Этот список она отдает инструктору Баю, утверждая, что нашла его на столе Мисс Инь, думая, что Бай, бывший военный чиновник отправленный правительством в школу, для поддержания дисциплины и идеологического строя, просто уволит учительницу за распространение незаконной литературы, но Рэй ошиблась.
Мистера Чжана арестовывают, а затем казнят. Мисс Инь, в страхе разделить судьбу Чжана, бежит из страны, и в 50 лет умирает от рака лёгких в другой стране, из-за уголовного дела и запрета на въезд ей так и не удается вернуться на родину. Всех рядовых членов клуба, включая Вэя, арестовывают (он получает срок в 25 лет). Сама же Рэй становиться героем в глазах администрации школы, и получает награду за заслуги перед страной, но из-за чувства вины она совершает самоубийство, спрыгнув с крыши.
Сюжет разворачивается вокруг души Рэй, которая проходит через цикл своих воспоминаний, но она отказывается принять свою вину.
В конце игры, часть Рэй, являющаяся её тенью, задает ей ряд вопросов. Если игрок отвечает не правильно, тем самым отказываясь признать ошибки, тень утверждает, что она и Рэй не то же самое, и девушка идёт вдоль реки крови, в которой плавают тела Вэя, Чжана и мисс Инь, а тень говорит ей, что цикл не закончится. Девушка входит в зрительный зал, где люди аплодируют ей, а тень награждает её петлёй, с которой она висит, и зрительный зал исчезает в своём заброшенном состоянии в настоящем с петлёй, оставшимися на сцене, и душа Рэй повторит цикл. Если она раскается, то она найдёт бумажный самолет, содержащий послание любви и прощания от Чжана и несёт лист в его офис. Она является свидетелем ареста Чжана, и он говорит Рэй, что люди должны родиться, чтобы жить свободно, не опасаясь угнетения.
После отмены военного положения в стране, Вэй был освобожден из тюрьмы раньше положенного срока, через 15 лет. После освобождения, он посещает свою старую школу, которая стала заброшена. В школе за ним постоянно следит дух Рэй. После своей смерти её дух оказался заперт в стенах школы, где застряла в бесконечном цикле воспоминаний и боли.

## Разработка
В интервью тайваньскому онлайн-журналу New Bloom создатель и автор концепции игры Яо Шунтин сообщал, что всегда был поклонником антиутопий, в частности, «1984» Джорджа Оруэлла, и хотел создать подобную антиутопию, основанную на тайваньском материале. Действие игры по первоначальной задумке происходило в вымышленном мире, напоминающем Тайвань 1990-х годов — времен, когда сам Яо учился в школе — однако позднее разработчики, перебрав несколько вариантов, выбрали период Белого террора на Тайване, посчитав атмосферу этих лет более соответствующей задумке. Первые средства на создание игры шесть основателей студии собрали в складчину из собственных карманов; когда эти деньги закончились, студия была вынуждена браться за сторонние проекты по схеме аутсорсинга, чтобы поддержать дальнейшую разработку Detention. Источниками вдохновения для студии были такие игры, как Silent Hill, Lone Survivor и The Cat Lady.

## Отзывы и продажи
| Сводный рейтинг | Сводный рейтинг |
| Агрегатор       | Оценка          |
| --------------- | --------------- |
| Metacritic      | 83/100          |

Летом 2018 года, благодаря уязвимости в защите Steam Web API, стало известно, что точное количество пользователей сервиса Steam, которые играли в игру хотя бы один раз, составляет 244 747 человек.